# 33 (nombre)
« Trente-trois » redirige ici. Cet article concerne le nombre 33. Pour l'année, voir 33.
Le nombre 33 (trente-trois) est l'entier naturel qui suit 32 et qui précède 34.

## En mathématiques
Le nombre 33 est :
- un nombre semi-premier et un entier de Blum,
- un nombre composé brésilien car 33 = 3310,
- le deuxième nombre uniforme de la classe U3,
- la somme des quatre premières factorielles : 1! + 2! + 3! + 4!,
- le plus grand entier naturel qui ne peut pas être exprimé comme une somme de nombres triangulaires différents.

## Dans le domaine artistique
- En référence aux disques vinyle, 33 renvoie à un type d'enregistrement par sa vitesse de rotation de 33⅓ tours par minute. Les 33 tours sont aussi connus, dans les pays anglo-saxons sous l'abréviation LP (Long Playing records : enregistrement longue durée = album en France). Voir : 78 et 45 ;
- Trente-trois, un film film soviétique réalisé par Gueorgui Danielia et sorti en 1965 ;
- La 33 est un groupe de salsa colombien.

## Dans d'autres domaines
Le nombre 33 est aussi :
- Le numéro atomique de l'arsenic, un métalloïde.
- le numéro de la sourate Al-Ahzab dans le Coran.
- 33 est le nombre indiquant la contenance en centilitres d'une canette de format standard.
- En franc-maçonnerie, le nombre de grades du rite écossais ancien et accepté.
- L'âge supposé du Christ lors de sa crucifixion.
- La constante du carré magique de la façade de la Passion de la Sagrada Familia.
- Un nombre significatif en numérologie moderne, comme l'un des nombres maîtres avec 11 et 22.
- En espagnol, le mot « souriez pour la photo », comme « cheese » en anglais ou « ouistiti » en français[réf. nécessaire]. Diga treinta y tres, est la même chose que « say cheese ».
- Le Numéro Sportif de Max Verstappen
- L'indicatif téléphonique international pour appeler la France.
- Le nombre de vertèbres d'une colonne vertébrale humaine normale.
- Le nombre de degrés de chaleur correspondant à la température d'ébullition de l'eau sur l'échelle Newton.
- Un mot d'auscultation des anciens médecins francophones : « Dites trente-trois » ; il s'agissait de sentir, via les mains ou avec l'oreille la transmission des vibrations vocales (avant l'utilisation généralisée du stéthoscope) pour évaluer la densité et qualité des tissus des poumons éventuellement modifiés par une maladie.
- Le numéro du département français de la Gironde.
- En France, Trente-trois est une marque girondine de textile.
- Le nombre d'années de mariage des noces de porphyre.
- Années historiques : -33, 33 ou 1933.
- Ligne 33